# Gizzida
Gizzida was in de Mesopotamische mythologie een bewaker van een hemelpoort, evenals Dumuzi.